# Adżygardak
Adżygardak (ros. Аджигардак) – niewielkie pasmo górskie położone w południowej części Uralu, w Rosji. Najwyższy szczyt pasma wznosi się na wysokość 738,6 m n.p.m. Drugim pod względem wysokości szczytem jest Adżygardak, który sięga 581,2 m n.p.m.
Pasmo zbudowane jest ze skał osadowych i poprzecinane jest licznymi parowami. W pobliżu przepływa rzeka Sim.
W paśmie znajduje się ośrodek narciarski o tej samej nazwie.